# Аморфный лёд
Аморфный лёд — вода в состоянии твёрдого аморфного вещества, у которого молекулы воды расположены случайным образом, наподобие атомов в обычном стекле. Чаще всего в природе лёд находится в поликристаллическом состоянии. Аморфный лёд отличается тем, что у него отсутствует дальний порядок кристаллической структуры.
Аморфный лёд получают путём чрезвычайно быстрого охлаждения жидкой воды (со скоростью порядка 1 000 000 К в секунду), так что молекулы не успевают сформировать кристаллическую решётку.
Точно так же, как существует много кристаллических форм льда (в настоящее время известны восемнадцать модификаций), есть также разные формы аморфного льда, отличающихся главным образом плотностью.

## Способы получения
Почти любое кристаллическое вещество можно быстрым охлаждением из расплава перевести в метастабильное аморфное состояние. Поэтому ключом к получению аморфного льда являются темпы охлаждения. Жидкую воду надо охладить до температуры её стеклования (около 136 К или −137 °C) в течение нескольких миллисекунд, чтобы избежать спонтанного зарождения кристаллов.
Давление служит ещё одним важным фактором в получении аморфного льда. Кроме того, меняя давление, можно превращать одну разновидность аморфного льда в другую.
К воде можно добавлять специальные химические вещества — криопротекторы, которые понижают температуру её замерзания и увеличивают вязкость, что препятствует образованию кристаллов. Стеклование без добавления криопротекторов достигается при очень быстром охлаждении. Эти методы используют в биологии для криоконсервации клеток и тканей.

## Разновидности аморфного льда
Аморфный лёд существует в трёх главных формах: аморфный лёд низкой плотности (АЛНП или LDA), который образуется при атмосферном давлении и ниже, аморфный лёд высокой плотности (АЛВП или HDA) и аморфный лёд очень высокой плотности (АЛОВП или VHDA; также eHDA, extended high-density amorphous ice). Также недавно был открыт аморфный лёд средней плотности (АЛСП или MDA), приблизительно равный по плотности жидкой воде.

### Аморфный лёд низкой плотности
При осаждении водяного пара на медную пластинку, охлаждённую ниже 163 К, впервые был получен аморфный лёд с плотностью 0,93 г/см³, он же аморфная твёрдая вода, или стеклообразная вода.
Сейчас в лабораториях получают АЛНП тем же методом при температуре ниже 120 К. Очевидно, в космосе такой лёд возникает подобным же способом на разных холодных поверхностях, например, частицах пыли. Предполагают, что этот лёд вполне обычен для состава комет и присутствует на внешних планетах.
Если менять температуру подложки и скорость осаждения, то можно получать лёд другой плотности. Так, при 77 К и скорости осаждения 10 мг в час получается лёд плотности 0,94 г/см³, а при 10К и скорости 4 мг в час — 1,1 г/см³, причём его структура, хоть и лишённая дальнего порядка, оказывается гораздо сложнее, чем у предыдущего аморфного льда. До сих пор неясно: одна и та же модификация аморфного льда (с плотностью 0,94 г/см³) образуется при нагревании АЛВП и при осаждении из пара или они различаются.

### Аморфный лёд средней плотности
Данная разновидность была открыта в 2023 году. Учёные проводили несколько циклов по измельчению льда Ih в барабанно-шаровой мельнице при температуре 77 К, при этом установка интенсивно встряхивалась. После 80 циклов была получена смесь, на 69 ± 5% состоявшая из аморфной фракции. Плотность аморфного льда составила 1,06 ± 0,06 г/см³.

### Аморфный лёд высокой плотности
Аморфный лёд высокой плотности можно получить, сдавливая лёд Ih при температурах ниже ~140 К. При температуре 77 K, АЛВП образуется из обычного природного льда Ih при давлениях около 1,6 ГПа, а из АЛНП при давлении около 0,5 ГПа. При температуре 77 К и давлении 1 ГПа плотность АЛВП равна 1,3 г/см³. Если сбросить давление до атмосферного, плотность АЛВП уменьшится с 1,3 г/см³ до 1,17 г/см³, но при температуре 77 К он сохраняется сколь угодно долго.
Если же лёд высокой плотности нагреть при нормальном давлении, он не превратится в исходный лёд Ih, а вместо этого станет ещё одной модификацией аморфного льда, на сей раз с низкой плотностью, 0,94 г/см³. Этот лёд при дальнейшем нагревании в районе 150 К закристаллизуется, но опять не в исходный лёд Ih, a примет кубическую сингонию льда Ic.

### Аморфный лёд очень высокой плотности
АЛОВП был открыт в 1996 году, когда обнаружили, что если нагреть АЛВП до 160 К при давлении в диапазоне от 1 до 2 ГПа, то он становится плотнее, и при атмосферном давлении его плотность равна 1,26 г/см³.

## Некоторые особенности
- Тяжёлые аморфные льды вполне могли бы утонуть в обычной воде, но этого не случается: слегка нагревшись, они превратятся в кристаллический лёд, плотность которого окажется меньше водяной, и тот, не успев растаять, всплывёт вверх. Строго говоря, слово «плавление» к аморфному льду неприменимо, поскольку этот процесс происходит в интервале температур, что по-английски называется «softening» (размягчение).
- С таянием аморфных льдов связана одна из нерешённых проблем. На фазовой диаграмме состояния льда граница между аморфными льдами низкой и высокой плотностей протягивается и в область жидкой фазы. Из этого следует, что при плавлении каждого из этих льдов должна получаться соответственно менее и более плотная вода, причём разница удельных объёмов у этих двух вод может достигать 20 %. Температура же этого плавления лежит в интервале от 130 до 200 К (в зависимости от давления). Можно предположить, что есть ещё точка, где сосуществуют три жидких фазы: две соответствуют размягчённым АЛНП и АЛВП, и одна — обычной жидкой. Её координаты на фазовой диаграмме — 0,1 ГПа и 200 К. Довести аморфные льды до прямого превращения в жидкость не удаётся; при нагреве до примерно 150 К они становятся кристаллическим льдом. А он тает при гораздо более высокой температуре.

## Применение
Аморфный лёд используют в некоторых научных экспериментах, особенно электронной криомикроскопии, которая позволяет исследовать биологические молекулы в том состоянии, которое близко к их естественному состоянию в жидкой воде.
биогенные образцы, содержащие воду, остекловываются криогенными жидкостями, такими как жидкий азот или жидкий гелий . Таким образом, естественная структура образцов может быть сохранена без изменения кристаллами льда